# Phytodietus montanus
Phytodietus montanus là một loài tò vò trong họ Ichneumonidae.